# 万昌路站
万昌路站是台州市域铁路S1线的一个车站，位于中华人民共和国浙江省台州市温岭市太平街道中华路和万昌中路交叉路口。该站于2022年12月28日启用。

## 车站结构
本站为地下二层岛式车站。车站起讫里程为S1DK44+503.21～S1DK44+719.21，全长216m，采用明挖法施工，小里程端及大里程端为盾构接收井、始发井。

### 车站楼层
| 地下一层 | 站厅     | 售票机、客服中心、商店、警务室、安检设施               |  |  |
| 地下二层 | 一站台   | S1线 城南方向（下站：南屏/快车：城南）                 |  |  |
|          | 岛式站台 |                                                        |  |  |
|          | 二站台   | S1线 台州火车站方向（下站：九龙大道/快车：温岭火车站） |  |  |

### 站台
本站设有一个岛式站台，位于中华路的地底。

## 接驳交通

### 购物中心（北）
- 公交线路：19路（东湖公交站-台州第一技师学院）、13路（东湖公交站-麻车村部）、401路（大溪长途车站-下路廊）、308路（下路廊-雨伞）、307路（下路廊-滨海站）、306路（下路廊-东部新区车站）、101路（南城客运站-泽国公交站）[4]

### 万昌商城
- 公交线路：309路（下路廊-永安闸）、304路（下路廊-箬横车站）、301路（下路廊-箬横车站）[4]

### 海普佳苑
- 公交线路：19路（东湖公交站-台州第一技师学院）、14路（南城客运站-康和佳园）、13路（东湖公交站-麻车村部）、301路（下路廊-箬横车站）[4]

### 影视城
- 公交线路：401路（大溪长途车站-下路廊）、309路（下路廊-永安闸）、308路（下路廊-雨伞）、307路（下路廊-滨海站）、306路（下路廊-东部新区车站）、304路（下路廊-箬横车站）、300路（下路廊-金清车站）、101路（南城客运站-泽国公交站）[4]

## 历史
本站工程名和正式站名均为万昌路站。2020年8月25日，台州市副市长林先华带队调研了本站。同年11月28日，本站至温岭体育场站（现为南屏站）区间左线盾构机顺利始发。